# Лаборатория метафизических исследований
Лаборато́рия метафизи́ческих иссле́дований (сокращенно — ЛМИ, так же известна как Лаборатория Метафизических Исследований философского факультета СПбГУ, внутреннее неформальное название «Метла» или «МетЛа») — научный проект, работающий на базе философского факультета СПбГУ. С 1996 года лаборатория издает собственный философский журнал «Метафизические Исследования» (с 1997 года — альманах «Метафизические исследования»).

## Возникновение Лаборатории метафизических исследований
Лаборатория метафизических исследований была образована в 1996 году группой студентов и преподавателей на базе научного отдела философского факультета.

## Сфера деятельности Лаборатории метафизических исследований
- публикация сборников
- научные семинары
- проведение и реализация научных проектов

## Тематика работы ЛМИ
Тематика работы лаборатории меняется каждый год, последовательно сменяются темы от классических («понимание», «сознание») до эпатажных («мусор», «мифодизайн»).
Согласно сайту Философского факультета СПбГУ, 2012—2013 учебном году тема семинаров — «Мифодизайн социокультурного пространства».

## Руководители и состав ЛМИ

### Руководители
Согласно данным сайта ЛМИ, руководителями ЛМИ являются:
- Соколов Борис Георгиевич
- Соколов Евгений Георгиевич

### Участники
Неполный список участников приводится согласно несколько[уточнить] устаревшей странице ЛМИ на anthropology.ru
- Андриенко Алексей Валерьевич
- Багдасарян Армине Григорьевна
- Гафанова Юлия Викторовна
- Дорохова Татьяна Анатольевна
- Кауфман Игорь Самуилович
- Кирющенко Виталий Владимирович
- Коваль Оксана Анатольевна
- Кузин Иван Владиленович
- Маковецкий Евгений Анатольевич
- Орлова Юлия Олеговна
- Малинов Алексей Валерьевич
- Оршер Владислав Эдуардович
- Разеев Данила Николаевич
- Слюсаренко Антон Александрович (1981—2000)
- Смирнов Алексей Викторович
- Худякова Людмила Анатольевна
- Шабалина Анна Евгеньевна
- Шиповалова Лада Владимировна
- Ясаков Олег Александрович

## Научные семинары Лаборатории метафизических исследований
Семинары лаборатории проходят по средам в 18.00, в открытом режиме. Что предполагает свободное посещение для всех желающих. Одной из важных особенностей семинаров ЛМИ является возможность для обмена мнениями чрезвычайно разных участников — профессиональных философов и любителей, студентов и мэтров. Так в программе семинаров 1998—2000 гг. принимали участие известные ученые (Торчинов, Светлов, Черняков) и тогда ещё начинающие ученые (Скидан, Шифрин).

## Сборники Лаборатории метафизических исследований

### Выпуск 1. Понимание
Первый сборник Лаборатории был выпущен в 1997 году. Он был посвящён проблемам, связанным с пониманием, истолкованием и интерпретацией. Кроме статей российских исследователей были опубликованы переводы текстов различных зарубежных авторов, от средневекового теологога Фомы Аквинского, М. Мерло-Понти, Э. Маритэна, Э. Гуссерля, Э. Кассирера, Ж. Делёза, Т. Рокмора, С. Стенлунда.
Содержание выпуска и некоторые его материалы доступны онлайн на сайте Кафедры философской антропологии Философского факультета СПбГУ

### Выпуск 2. История
Второй выпуск был также, как и первый, опубликован в 1997 году. Темой второго сборника ЛМИ была философия истории, или, как это было охарактеризовано коллективом лаборатории «История — одновременно и основная тема, и главный персонаж выпуска». Русскоязычные работы были опубликованы вместе с переводами К. Г. Гемпеля, М. Хайдеггера, Б. Кроче, П. Сорокина, Х. Ортеги-и-Гассета, Т. Г. Масарика.
Содержание выпуска и некоторые его материалы доступны онлайн на сайте Кафедры философской антропологии Философского факультета СПбГУ

### Выпуск 3. История II
Выпуск был опубликован в 1997 году. Проблематика Философии истории, которой был посвящён предыдущий выпуск, дополняется в третьем выпуске новыми работами российских авторов. Западную философскую мысль так же была представлена переводами текстов П. Рикера, А. Боймлера, Д. Лакапра, М. Хайдеггера, Л. Ландгребе, Б. Рассела, Д. Карра, Ф. Д. Э. Шлейермахера, К. Ясперса.

### Выпуск 4. Культура
Сборник был опубликован в 1997 году. Он был обращен к проблеме философского осмысления культуры и вмещает в себя различные подходы и стратегии её анализа: от метафизических моделей и техник до культурологических и искусствоведческих штудий. В разделе переводов были опубликованы Г. Гессе, Д. Дьюи, Ж.-Ф. Лиотар, М. Хайдеггер, Поль де Ман.

### Выпуск 5. Культура II
Пятый выпуск сборника трудов Лаборатории не только стал первым номером за 1998 год, но и заложил традицию парных тематических сборников, которая будет продолжаться в дальнейшем в связи с другими проектами Лаборатории.
Публикуемые материалы, согласно аннотации ЛМИ «имеют целью позволить взглянуть ещё раз на некоторые аспекты фактов, смыслов и ситуаций, через которые постулируется культура». Во второй части были опубликовнаны переводы текстов Д. Дьюи, Б. Вальденфельса, В. Дильтея, Х. Ортеги-и-Гассета, Б. Рассела, Ж. Батая, Ж. Делёза, Ж.-Ф. Лиотара, Ж.-П. Сартра.

### Выпуск 6. Сознание
Второй сборник за 1998 год. В сборнике была рассмотрена двоякая проблема: достижение классической интерпретацией предела истолкования «сознательного» и изначальная проблематичность сознания в неклассическом философском дискурсе. Так же в нём были опубликованы связанные с проблематикой сознания переводы текстов Ч. Пирса, Т. В. Адорно, О. Финка, Б. Вальденфельса, Д. Ри, Т. Рокмора, А. Кожева.